# Cabração e Moreira do Lima
Cabração e Moreira do Lima ist eine portugiesische Gemeinde (Freguesia) im Kreis (Concelho) Ponte de Lima im Nordwesten Portugals.

## Geschichte
Die Gemeinde entstand im Zuge der Gebietsreform vom 29. September 2013 durch die Zusammenlegung der ehemaligen Gemeinden Cabração und Moreira do Lima. Moreira do Lima wurde Sitz der neuen Verwaltung.

## Demographie
| Freguesia | Freguesia                  | Freguesia | Freguesia       | ehemalige Freguesias | ehemalige Freguesias | ehemalige Freguesias | ehemalige Freguesias |
| --------- | -------------------------- | --------- | --------------- | -------------------- | -------------------- | -------------------- | -------------------- |
| Wappen    | Freguesia                  | Einwohner | Fläche in (km²) | Wappen               | Freguesia            | Einwohner            | Fläche in (km²)      |
|           | Cabração e Moreira do Lima | 899       | 27,34           |                      | Cabração             | 118                  | 17,3                 |
|           | Cabração e Moreira do Lima | 899       | 27,34           | Moreira do Lima      | 875                  | 10,04                |                      |